# UTC+12
UTC+12 — частина дванадцятого часового поясу, яка розташована на захід від лінії зміни дат. Час у поясі UTC+12 збігається з часом UTC-12, однак зміщений відносно нього на одну добу вперед.
Час тут на дванадцять годин випереджає всесвітній та на десять — київський
Географічні межі поясу:
- східна — 172° 30′ зх. д.
- західна — 172° 30′ сх. д.

Відповідно, він охоплює Чукотський півострів, острови Океанії — Ґілберта, Фіджі, захід Полінезії, Нову Зеландію.
У навігації позначається літерою M (Часова зона Майк)

## Часові зони в межах поясу UTC+12
- Новозеландський стандартний час
- Камчатський час

## Використання

### Постійно протягом року
- Кірибаті
  - острови Гілберта
- Маршаллові Острови
- Науру
- Росія — част.:
  - Камчатський край
  - Чукотський АО
- США
  - Острів Вейк
- Тувалу
- Франція — част.:
  -  Волліс і Футуна

### З переходом на літній час
- Нова Зеландія (за винятком островів Чатем)
- США
  - Амундсен-Скотт (антарктична станція)
  - Мак-Мердо (антарктична станція)
- Фіджі

### Як літній час
- Австралія — на такій території:
  -  Острів Норфолк

## Історія використання
Додатково UTC+12 використовувався:

### Як стандартний час
Більше ніде не використовувався

### Яклітній час
- Вануату
- Росія — част.:
  - Республіка Саха — част.:
    - Східна частина (7 улусів)

  - Камчатський край
  - Магаданська область
  - Сахалінська область — част.:
    - Чукотський АО
- Франція — част.:
  -  Нова Каледонія